# Principat de Lampang
El principat de Lampang fou un estat medieval situat a l'entorn de Lampang (ciutat) a Tailàndia.
Al segle VII Lampang fou part del regne mon de Hariphunchai. Al segle xi la regió fou ocupada pels khmers i al segle xiii va caure en mans de Mongrai, unificador del regne de Lanna, que va annexionar tot el regne de Haripunchai el 1292. Lampang va esdevenir un principat subjecte a Lanna però seguint la sort d'aquest fou tributari d'Ayutthaya el 1546 i de Birmània (Pegu) el 1558 fins que es va independitzar el 1596 i després d'un temps de disputa entre tailandesos i birmans al segle xvii la influència birmana va predominar fins al 1774 (amb una breu interrupció del 1732 al 1751) quan diversos principats es van revoltar contra el regne de Toungoo i el príncep local de Lampang, Kawila, va rebre ajuda siamesa (1774). El 1775 fou reconegut com a rei de Lampang mentre el seu aliat el príncep lanna Phraya Chaban era nomenat rei de Chiangmai, tots dos com vassalls de Siam.
El 1892 Lampang fou erigida en província. El 1925 la reialesa fou suprimida.

## Governants[1]
- 1732 – 1759 Phya Sulavaluchai Songkram (Thip Chang)
- 1759 – 1774 Kaeo (Chaikaeo)
- 1774 - 1782 Kawila (Kavila)
- 1782 – 1794 Khamsom
- 1794 – 1825 Duang Thip
- 1825 – 1837 Chaiwong (Jayavansa)
- 1837 - 1838 Khattiya (Khanthiya)
- 1838 - 1850 Noi In
- 1850 - 1873 Worayannarangsi (Varayanaransi)
- 1873 - 1887 Phrommaphiwong (Phromthipong Thada)
- 1887 Suriya Changwang
- 1887 - 1897 Noranan Chaichawalit (Norananchai Chawalit/Narananda Jayajavalit)
- 1897 – 1922 Bunyawat Wongmanit (Bunyavadya Vansamanit)
- 1922 - 1925 Ratchabut (Noi Mueangphruan)